# Mycobates acuspidatus
Mycobates acuspidatus är en kvalsterart som beskrevs av Behan-Pelletier, Eamer och Clayton 200. Mycobates acuspidatus ingår i släktet Mycobates och familjen Punctoribatidae. Inga underarter finns listade i Catalogue of Life.